# Salsola glabrescens
Salsola glabrescens är en amarantväxtart som beskrevs av Burtt Davy. Salsola glabrescens ingår i släktet sodaörter, och familjen amarantväxter. Inga underarter finns listade i Catalogue of Life.